# Trossbåt 600
Trossbåt 600, oftast bara trossbåt eller 600-båt, är en båt som används av den svenska marinen för att underhålla stridande förband genom att förse dem med olika typer av materiel. Båtarna hade ursprungligen nummer 603-610 samt 652-657.

## Historik
Trossbåten var länge Kustartilleriets arbetshäst vid transporter men kom under 2000-talet att ersättas av Lätt trossbåt, Trossbåtarna 605, 606, 608, 610 och 653 kvarstår dock i Marinens tjänst. Därutöver finns tre stycken av typen kvar hos Sjövärnskåren (603, 652 samt 655) och 604 hos Hemvärnet.

## Galleri

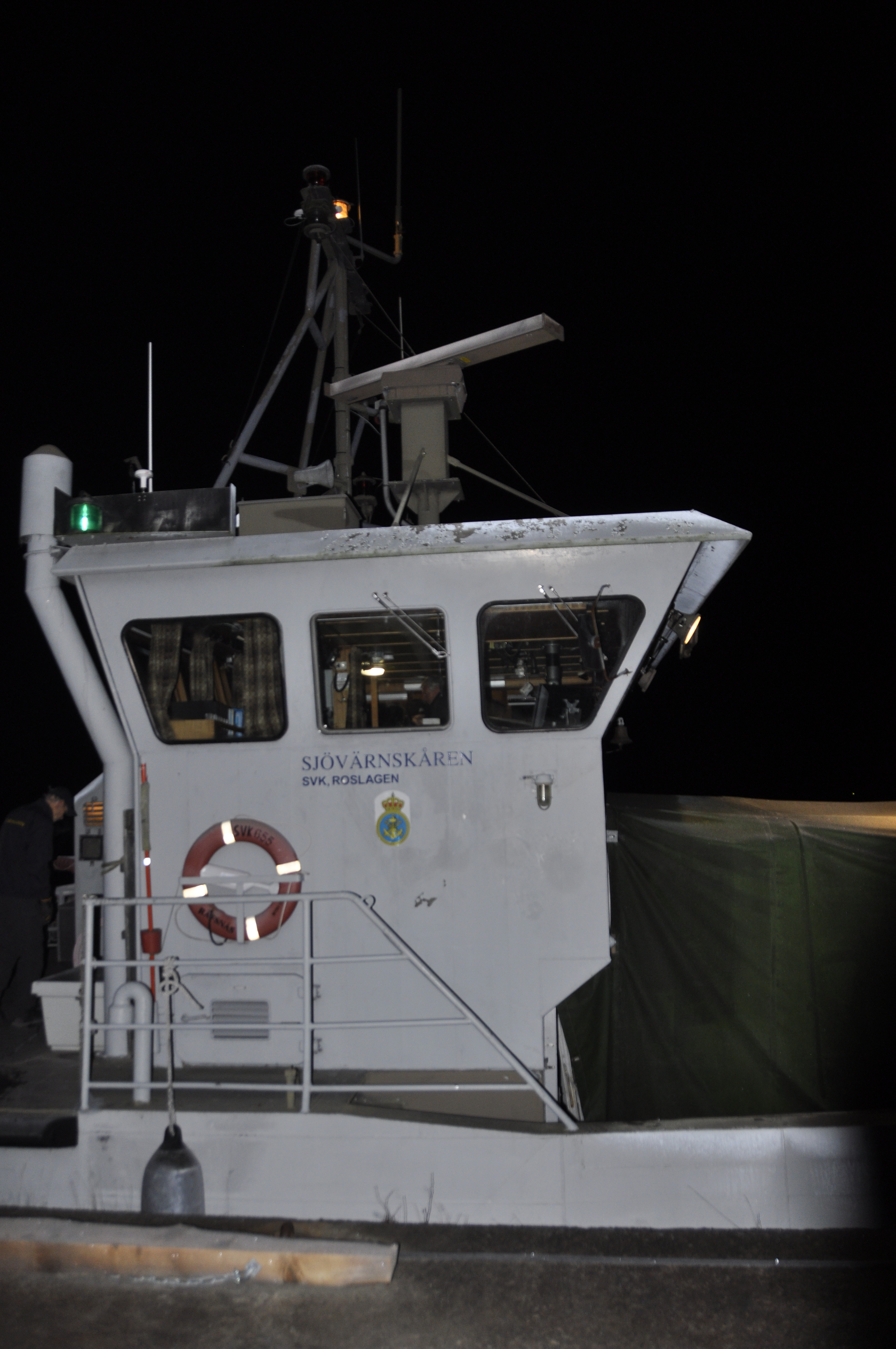
Styrhytt SVK 655 Arn
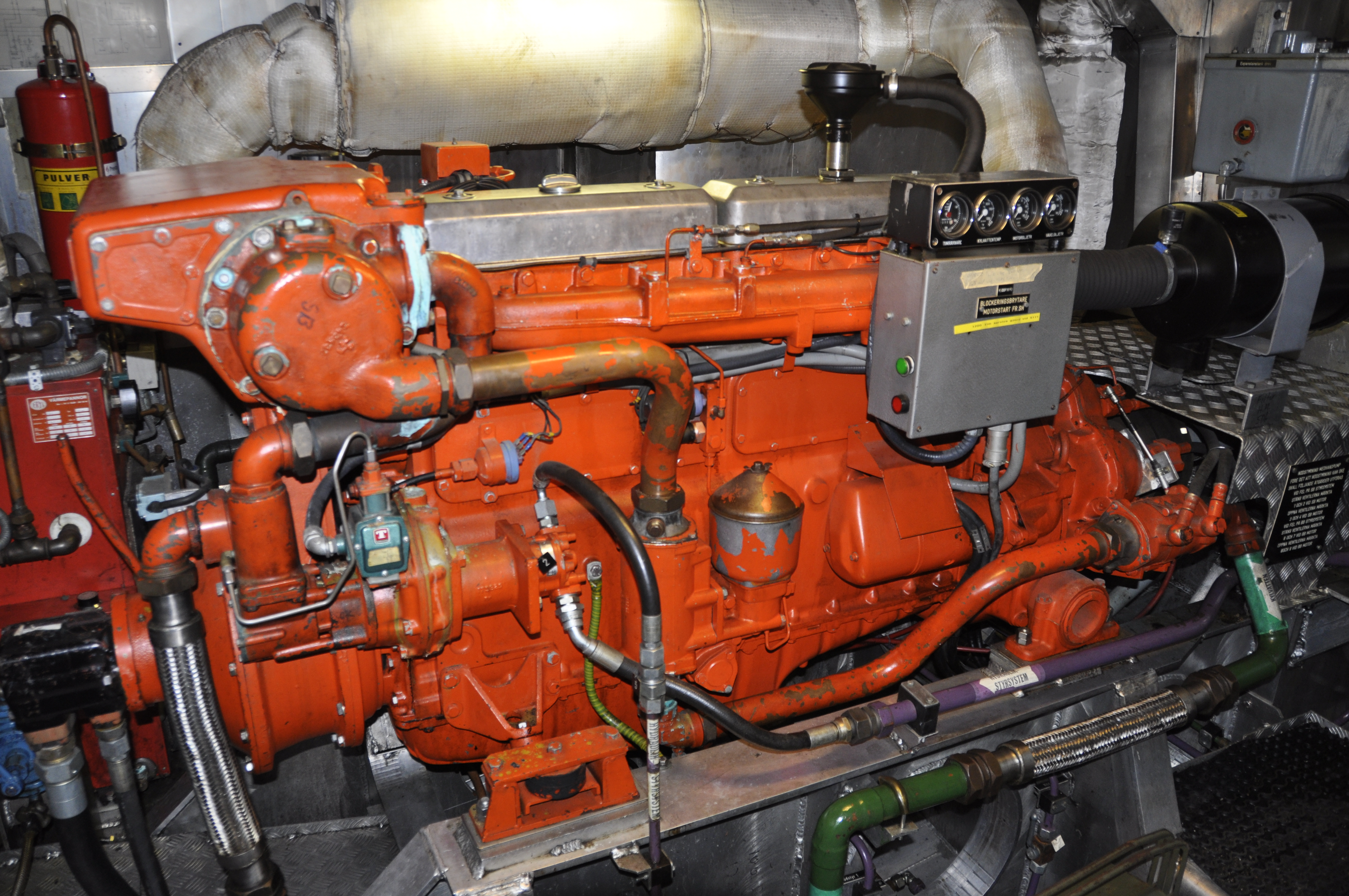
Motor Scania DN11, SVK 655 Arn
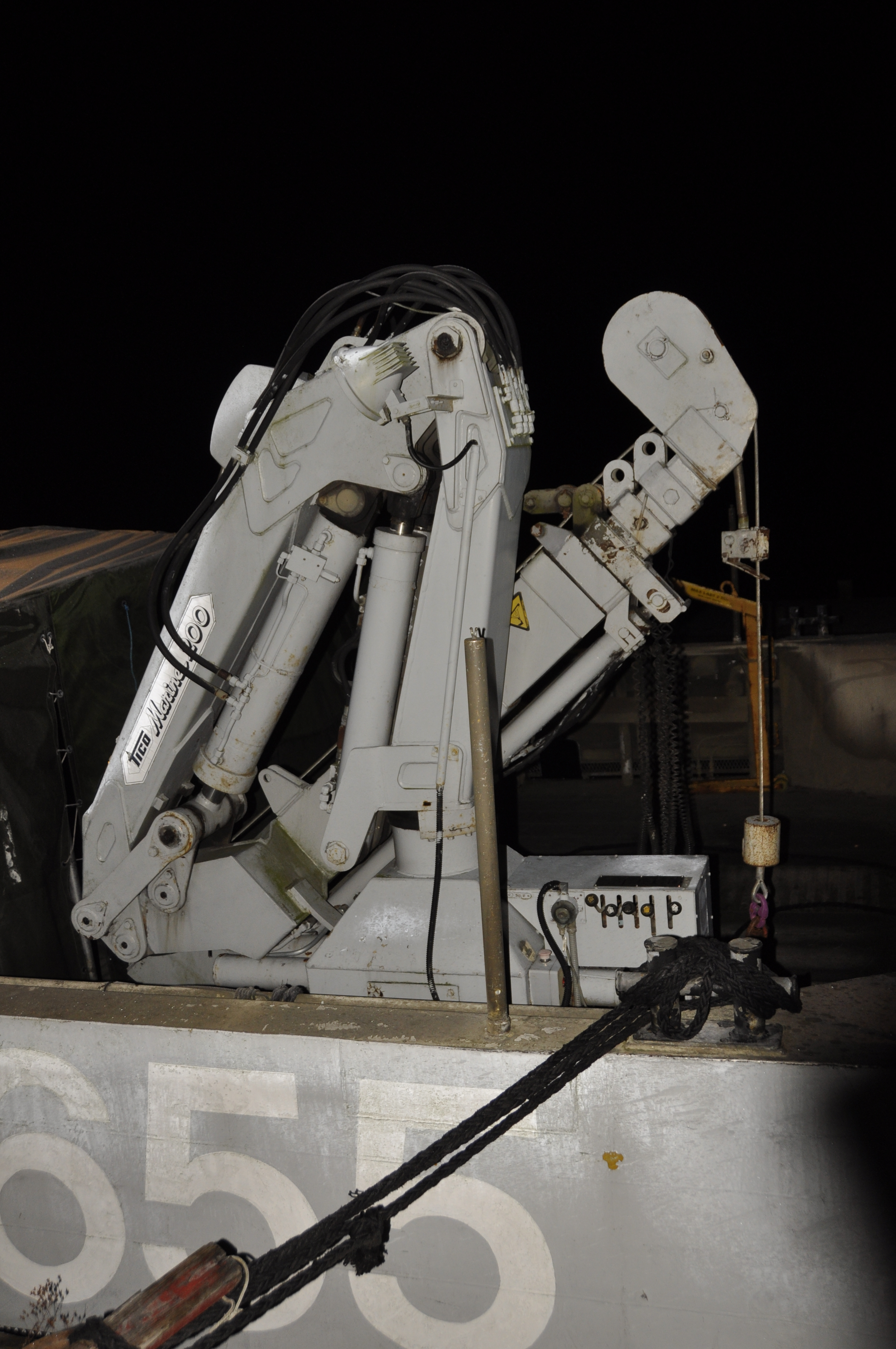
Kran godkänd för 6,5 ton, SVK 655 Arn
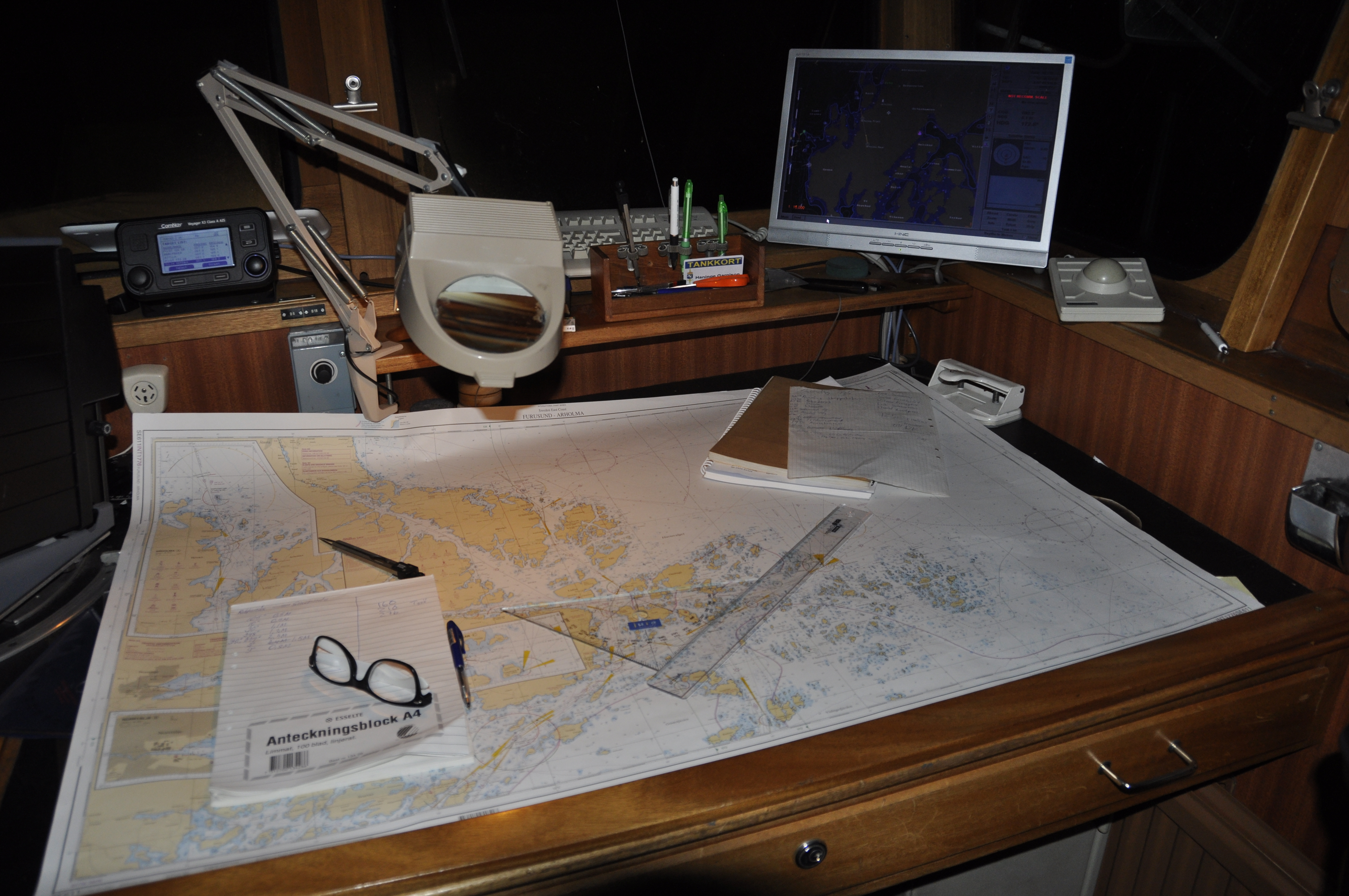
Navigationsbord SVK 655 Arn
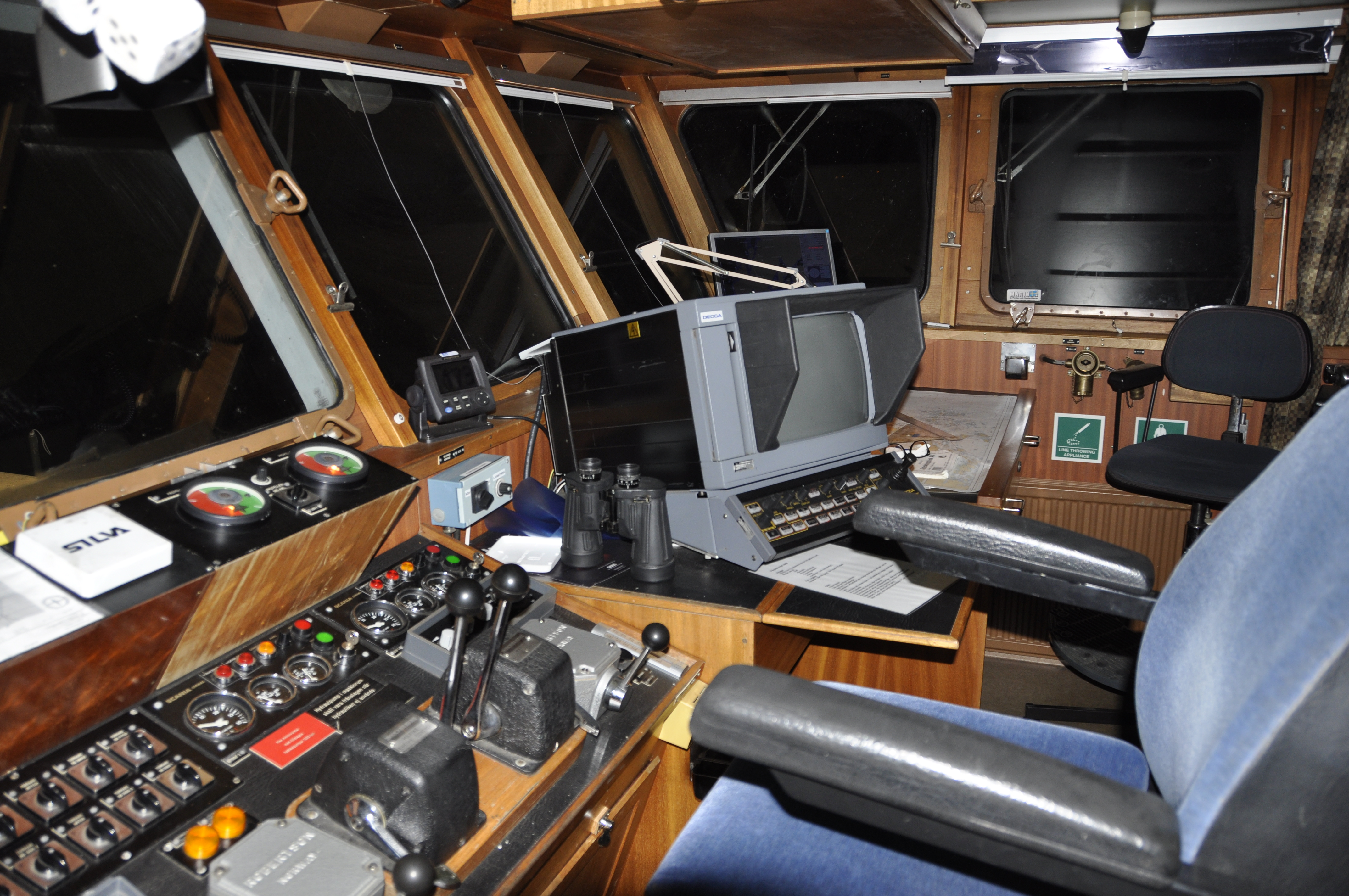
Inuti styrhytt SVK 655 Arn